# Carlos Eduardo Dutra de Oliveira
Carlos Eduardo Dutra de Oliveira, mais conhecido por Carlão (19 de Julho de 1987) é um ex-futebolista brasileiro que atuava como lateral-esquerdo,jogou em diversos clubes do país como:Coritiba,Vila Nova,Duque de Caxias,São Bento,Foz do Iguaçu. Fora do país atuou pelo Club Nacional de Foot Ball do Uruguai onde se sagrou campeão Uruguai.
Convocado para a seleções de base,teve um destaque maior no ano de 2007 onde disputou o mundial sub 20 ao lado de grandes nomes do cenário mundial,mas infelizmente não conseguiram o título da competição.
Se aposentou dos gramados no ano de 2017 com um total de 186 jogos realizados,3 gols marcados,18 assistência e 3 títulos conquistado.

## Carreira
Disputou o Mundial Sub-20 2007 pela Seleção Brasileira, atuou na partida contra a Polônia como titular, e no decorrer do campeonato cedeu lugar para Marcelo, que fez sucesso no Real Madrid.

## Títulos
Coritiba
- Campeonato Brasileiro Série B: 2007
- Campeonato Paranaense: 2008

Nacional
- Campeonato Uruguaio: 2010–11